# Wladimir Alexejewitsch Brynzalow
Wladimir Alexejewitsch Brynzalow (russisch Владимир Алексеевич Брынцалов; * 23. November 1946 in Tscherkessk, Region Stawropol, RSFSR, UdSSR) ist ein russischer Politiker und Unternehmer.

## Leben
Brynzalow schloss 1969 das Polytechnische Institut in Nowotscherkassk ab. 1995 wurde er in die Duma gewählt und kandidierte bei den russischen Präsidentschaftswahlen 1996, wo er 0,2 % der Stimmen erreichte. Bei den Wahlen im Jahr 2004 wurde Brynzalow nicht zur Wahl zugelassen.